# Криптоджекінг
Криптоджекінг або незаконний майнинг криптовалюти — це використання комп'ютера для майнінгу криптовалюти, часто через веб-сайти, проти волі користувача або в той час, коли він не дізнається. Криптовалюти, що майніться найчастіше, — монети з прихованою історією транзакцій, такі як Monero та Zcash.
Як і у більшості атак на комп'ютери, мотивом є отримання прибутку, але, на відміну від інших загроз, вона розроблена так, щоб залишатися повністю прихованою від користувача. Зловмисне програмне забезпечення для криптоджекінгу може призвести до сповільнення та збоїв через навантаження на обчислювальні ресурси.
Майнингу біткойнів на персональних комп'ютерах, заражених шкідливим програмним забезпеченням, заважає спеціальне обладнання, таке як платформи FPGA та ASIC, які є більш ефективними з точки зору споживання електроенергії та, отже, можуть мати нижчі витрати, ніж витрати на крадіжки обчислювальних ресурсів.

## Помітні події
Одною із відомих програм, що використовувалися для криптоджекінгу, була Coinhive, бібліотека JavaScript, яка використовувалась в понад двох третинах випадків до її припинення в березні 2019 року. Спочатку представлена як альтернатива captcha та засіб боротьби з атаками на відмову в обслуговуванні, вона швидко стала використовуватися у великих масштабах без відома користувачів.
У червні 2011 року Symantec попередила про можливість того, що ботнети можуть приховано майнити біткойни. Зловмисне програмне забезпечення використовувало можливості паралельних обчислень у графічних процесорах, вбудованих у багато сучасних відеокарт. Хоча середній ПК із вбудованим графічним процесором практично марний для майнінгу біткойнів, десятки тисяч комп'ютерів, заражених шкідливим ПЗ для майнінгу, можуть дати певні результати.
У середині серпня 2011 року було виявлено ботнети для майнінгу біткойнів, а менш ніж через три місяці трояни для майнінгу біткойнів заразили Mac OS X.
У квітні 2013 року організацію електронного спорту E-Sports Entertainment звинуватили у захопленні 14 000 комп'ютерів для видобутку біткойнів; пізніше компанія врегулювала справу зі штатом Нью-Джерсі.
У грудні 2013 року німецька поліція заарештувала двох людей, які налаштували існуюче програмне забезпечення ботнету для майнінгу біткойнів, яке, за словами поліції, використовувалося для видобутку біткойнів на суму щонайменше 950 000 доларів.
Протягом чотирьох днів у грудні 2013 року та січні 2014 року Yahoo! Європа розмістила рекламу зі зловмисним програмним забезпеченням для майнінгу біткойнів, яке заразило приблизно два мільйони комп'ютерів за допомогою вразливості Java.
Ще одне програмне забезпечення, яке називається Sefnit, було вперше виявлено в середині 2013 року та приєднане до багатьох програмних пакетів. Microsoft видаляла зловмисне програмне забезпечення за допомогою Microsoft Security Essentials та іншого програмного забезпечення безпеки.
Було опубліковано кілька повідомлень про те, як співробітники або студенти використовували університетські або дослідницькі комп'ютери для майнингу біткойнів. 20 лютого 2014 року член гарвардської спільноти був позбавлений доступу до дослідницьких обчислювальних засобів університету після того, як налаштував майнинг Dogecoin за допомогою дослідницької мережі Гарварду, згідно з внутрішнім електронним листом, розповсюдженим офіційними особами факультету мистецтв і наук.
У січні 2018 року компанія Ars Technica повідомила, що реклама на YouTube містила код JavaScript, який майнить криптовалюту Monero.
У 2021 році на серверах Microsoft Exchange було виявлено кілька вразливостей нульового дня, які дозволяють віддалено виконувати код. Ці вразливості використовувалися для майнінгу криптовалюти.

## Виявлення
Криптоджекінг можна виявити за мережевими комунікаціями, які пов'язані з незаконним майнінгом (заражені домени, вихідні з'єднання на типових портах, таких як 3333, 4444 або 8333).
Потенційним рішенням є мережевий підхід під назвою Crypto-Aegis, який використовує машинне навчання для виявлення дій криптовалюти в мережевому трафіку, навіть якщо він зашифрований або змішаний із нешкідливими даними.
Браузерний криптоджекінг (прихований майнинг за допомогою скриптів JavaScript у веб-сторінці) виявляється методом чорного списку, тобто за встановленням з'єднання з відомими зловмисними сайтами, або аналізом коду бібліотек JavaScript. Обидва методи реалізуються браузерними розширеннями. Метод чорного списку дозволяє виявити до 58 % випадків. Аналіз коду дозволяє виявити 23 % випадків.